# Fußball bei der Makkabiade

Fußball gehört bei der Makkabiade zu den Sportarten, die seit 1932 bisher ständig im Programm der Spiele waren. Teilnehmer sind die Fußball-Auswahlmannschaften der nationalen jüdischen Sportorganisationen. Ein Turnier im Frauenfußball wird seit 2005 ausgetragen.

## Die Turniere der Männer im Überblick
| Jahr         | Gastgeber | Finale         | Finale              | Finale         | Spiel um Bronze          | Spiel um Bronze       | Spiel um Bronze       |
| Jahr         | Gastgeber | Gold           | Ergebnis            | Silber         | Bronze                   | Ergebnis              | 4. Platz              |
| ------------ | --------- | -------------- | ------------------- | -------------- | ------------------------ | --------------------- | --------------------- |
| 1932 Details | Palästina | Polen          | 2:2 / 3:2*          | Palästina      | Nur zwei Mannschaften    | Nur zwei Mannschaften | Nur zwei Mannschaften |
| 1935 Details | Palästina | Rumänien       | Ligaformat          | Deutschland    | Palästina                | Ligaformat            | Polen                 |
| 1950 Details | Israel    | Israel         | Ligaformat          | Südafrika      | Großbritannien           | Ligaformat            | Schweiz               |
| 1953 Details | Israel    | Israel         | Ligaformat          | Südafrika      | Großbritannien           | Ligaformat            | Frankreich            |
| 1957 Details | Israel    | Israel         | Ligaformat          | Großbritannien | Frankreich               | Nur drei Mannschaften | Nur drei Mannschaften |
| 1961 Details | Israel    | Großbritannien | Ligaformat          | Israel         | Südafrika                | Ligaformat            | Schweiz               |
| 1965 Details | Israel    | Israel         | Ligaformat          | Großbritannien | Mexiko                   | Ligaformat            | Argentinien           |
| 1969 Details | Israel    | Israel         | 1:0                 | Argentinien    | Großbritannien           | 6:2                   | Dänemark              |
| 1973 Details | Israel    | Israel         | 3:1                 | Mexiko         | Brasilien                | 3:2                   | Südafrika             |
| 1977 Details | Israel    | Israel         | 6:0                 | Niederlande    | Südafrika                | 2:0                   | Brasilien             |
| 1981 Details | Israel    | Südafrika      | 3:1                 | USA            | Israel                   | 5:4                   | Großbritannien        |
| 1985 Details | Israel    | Israel         | 4:0                 | Niederlande    | Südafrika                | 4:1                   | Argentinien           |
| 1989 Details | Israel    | Israel         | 3:0                 | Argentinien    | Brasilien                | 3:0                   | Niederlande           |
| 1993 Details | Israel    | Israel         | 2:1                 | Argentinien    | USA                      | 1:0                   | Mexiko                |
| 1997 Details | Israel    | Brasilien      | ?                   | Schweden       | Frankreich Niederlande 1 | ?                     |                       |
| 2001 Details | Israel    | Argentinien    | 2:1                 | Mexiko         | Israel                   | 2:1                   | Australien            |
| 2005 Details | Israel    | Israel         | 2:0                 | USA            | Mexiko                   | 2:0 2                 | Brasilien             |
| 2009 Details | Israel    | Argentinien    | 1:1 n. V. 3:2 i. E. | Großbritannien | Israel                   | 7:1                   | Mexiko                |
| 2013 Details | Israel    | USA            | 4:2 n. V.           | Argentinien    | Kanada                   | 3:1                   | Mexiko                |
| 2017 Details | Israel    | USA            | 3:0                 | Großbritannien | Israel                   | 1:1 n. V. 5:3 i. E.   | Mexiko                |
| 2022 Details | Israel    | Uruguay        | 3:2                 | USA            | Argentinien              | 2:1                   | Frankreich            |

- Das erste Spiel bei der Makkabiade 1932, wurde 15 Minuten vor Schluss wegen Dunkelheit beendet.

### Medaillenspiegel
nach 21 Turnieren 
| Rang | Land               | Goldmedaille | Silbermedaille | Bronzemedaille | Gesamt |
| ---- | ------------------ | ------------ | -------------- | -------------- | ------ |
| 1    | Palästina / Israel | 11           | 2              | 5              | 18     |
| 2    | Argentinien        | 2            | 4              | 1              | 7      |
| 3    | USA                | 2            | 3              | 1              | 6      |
| 4    | Großbritannien     | 1            | 4              | 3              | 8      |
| 5    | Südafrika          | 1            | 2              | 3              | 6      |
| 6    | Brasilien          | 1            | 0              | 2              | 3      |
| 7    | Polen              | 1            | 0              | 0              | 1      |
|      | Rumänien           | 1            | 0              | 0              | 1      |
|      | Uruguay            | 1            | 0              | 0              | 1      |
| 10   | Mexiko             | 0            | 2              | 2              | 4      |
| 11   | Niederlande        | 0            | 2              | 1              | 3      |
| 12   | Schweden           | 0            | 1              | 0              | 1      |
|      | Deutschland        | 0            | 1              | 0              | 1      |
| 14   | Frankreich         | 0            | 0              | 2              | 2      |
| 15   | Kanada             | 0            | 0              | 1              | 1      |

## Die Turniere der Frauen im Überblick
| Jahr         | Gastgeber | Finale | Finale   | Finale | Spiel um Bronze | Spiel um Bronze | Spiel um Bronze |
| Jahr         | Gastgeber | Gold   | Ergebnis | Silber | Bronze          | Ergebnis        | 4. Platz        |
| ------------ | --------- | ------ | -------- | ------ | --------------- | --------------- | --------------- |
| 2005 Details | Israel    | Israel | 2:0      | USA    | Australien      | ?               | ?               |
| 2009 Details | Israel    | USA    | 4:0      | Israel | Kanada          | 3:1             | Großbritannien  |
| 2013 Details | Israel    | USA    | 6:1      | Israel | Kanada          | 3:0             | Australien      |
| 2017 Details | Israel    | Israel | 2:1      | USA    | Brasilien       | 7:0             | Mexiko          |

### Medaillenspiegel
nach 4 Turnieren
| Rang | Land       | Goldmedaille | Silbermedaille | Bronzemedaille | Gesamt |
| ---- | ---------- | ------------ | -------------- | -------------- | ------ |
| 1    | Israel     | 2            | 2              | 0              | 4      |
|      | USA        | 2            | 2              | 0              | 4      |
| 3    | Kanada     | 0            | 0              | 2              | 2      |
| 4    | Australien | 0            | 0              | 1              | 1      |
|      | Brasilien  | 0            | 0              | 1              | 1      |